# Kömlőd
Kömlőd es un pueblo ubicado en el distrito de Oroszlány, en el condado de Komárom-Esztergom, Hungría.

## Superficie
Posee una superficie de 22,84 kilómetros cuadrados.

## Demografía
Hasta 2019 la población era de 1072 habitantes, con una densidad de población de 46,94 habitantes por kilómetro cuadrado.